# Dipterocarpaceae
Dipterocarpaceae is een botanische naam, voor een familie van tropische bomen. Een familie onder deze naam wordt universeel erkend door systemen voor plantentaxonomie, en ook door het APG-systeem (1998) en het APG II-systeem (2003). Er zal praktisch geen huis in Nederland zijn waarin deze familie niet vertegenwoordigd is.
De omschrijving van de familie is in de loop van de tijd gewijzigd. Ooit werd de familie beschouwd te zijn als uitsluitend Aziatisch, maar tegenwoordig wordt meestal uitgegaan van drie onderfamilies: één in Azië, de andere twee in Afrika en Zuid-Amerika. De onderfamilie in Azië is veruit het grootst en economisch het meest belangrijk: deze onderfamilie telt meer dan vijfhonderd soorten in een dozijn genera.
Het Cronquist-systeem (1981) plaatste deze familie in de orde Theales.